# Siemen Voet
Siemen Voet (Lochristi, 3 de febrero de 2000) es un futbolista belga. Juega de defensa y su equipo es el TSV 1860 Múnich de la 3. Liga.

## Trayectoria
En julio de 2022 se confirmó su traspaso al Š. K. Slovan Bratislava hasta 2024, procedente del PEC Zwolle.

## Clubes
| Club                        | País         | Año       |
| --------------------------- | ------------ | --------- |
| K. S. V. Roeselare (cedido) | Bélgica      | 2019-2020 |
| Club Brujas                 | Bélgica      | 2020-2021 |
| K. V. Mechelen (cedido)     | Bélgica      | 2020-2021 |
| PEC Zwolle                  | Países Bajos | 2021-2022 |
| Š. K. Slovan Bratislava     | Eslovaquia   | 2022-2025 |
| Fortuna Sittard (cedido)    | Países Bajos | 2023-2024 |
| TSV 1860 Múnich             | Alemania     | 2025-     |

## Palmarés

### Títulos nacionales
| Título                  | Club                    | País       | Año  |
| ----------------------- | ----------------------- | ---------- | ---- |
| Superliga de Eslovaquia | Š. K. Slovan Bratislava | Eslovaquia | 2023 |
| Superliga de Eslovaquia | Š. K. Slovan Bratislava | Eslovaquia | 2025 |